# Danilo Apostol
Danilo Apostol, conocido en  ruso como Danylo Pavlovych Apostol  (14 de diciembre de 1654 al 28 de enero de 1734) fue atamán del ejército de Zaporiyia entre 1727 y 1734. 

## Biografía
Nacido en una familia cosaca de origen moldavo, Danilo Apostol fue un destacado líder militar, polkovnyk (coronel) del Regimiento Myrgorod, y participante en las campañas rusas contra el imperio otomano y el kanato de Crimea. Luchó en la Gran guerra del Norte entre 1701 y 1705 contra los suecos en Livonia y la República de las Dos Naciones, pero en 1708 se unió brevemente al atamán Ivan Mazepa, quien se alió con Carlos XII de Suecia contra Pedro I de Rusia.  Más tarde, Danilo Apostol volvió a cambiar de bando y luchó en el lado ruso, distinguiéndose en la Batalla de Poltava . En 1722, lideró unidades cosacas durante la Guerra Ruso-Persa que condujo a la expansión del poder ruso en la región del Caspio.  Danilo Apostol perdió un ojo durante la captura de una fortaleza persa en Derbent, lo que le valió el apodo de "Atamán ciego".
En la Starshina cosaca de 1723-1725, Danilo Apostol fue acusado de participar en el supuesto complot de motín del atamán Pavlo Polubotok y Catalina I lo consideró sospechoso de traición. En 1727, Apostol fue elegido atamán de la orilla izquierda de Ucrania. Durante su gobierno, la Pequeña Rusia y la nobleza cosaca aumentaron su riqueza y patrimonio, al tiempo que se integraba aún más al imperio ruso. Danilo Apostol falleció en 1734, y no hubo elección de nuevo atamán sino hasta 1750.
El nieto del Apostol, Joaquín A. Gorlenko (1705-1754), hijo de su hija María, entró al sacerdocio de la Iglesia Ortodoxa Rusa y se convirtió en Joasaph de [[Bélgorod, quien fue glorificado como santo en 1911.